# Cinara anelia
Cinara anelia är en insektsart som beskrevs av Favret och Voegtlin 2004. Cinara anelia ingår i släktet Cinara och familjen långrörsbladlöss. Inga underarter finns listade i Catalogue of Life.